# Jessica Alonso
Jessica Alonso Bernardo (ur. 20 września 1983 w Gijón), hiszpańska piłkarka ręczna, reprezentantka kraju, prawoskrzydłowa. Obecnie występuje w hiszpańskim Itxako Reyno de Navarra.

## Sukcesy

### reprezentacyjne
- wicemistrzostwo Europy  (2008)
- brąz olimpijski  (2012)

### klubowe
- mistrzostwo Hiszpanii  (2009, 2010, 2011)
- wicemistrzostwo Hiszpanii  (2008)
- puchar Królowej  (2010)
- puchar EHF  (2009)
- finalistka Ligi Mistrzyń  (2011)